# سامرفيل
سامرفيل (بالإنجليزية: Summerville, Georgia)‏ هي مدينة تقع في مقاطعة تشاتوغا، جورجيا بولاية جورجيا في الولايات المتحدة. تبلغ مساحة هذه المدينة 10.3 (كم²)، وترتفع عن سطح البحر 198 م، بلغ عدد سكانها 4534 نسمة في عام 2010 حسب إحصاء مكتب تعداد الولايات المتحدة.

## وصلات خارجية
- Cities & Counties - Georgia.gov